# Східний Хебей (1935—1937)
 Увага: Не вказане значення "continent"
Автономний уряд Східного Хебею (Кит.: 冀東防共自治政府; пін.: Jìdōng Fánggòng Zìzhì Zhèngfǔ), також відомий як Автономний уряд Східного Цзи та Автономний антикомуністичний уряд Східного Хебея, був короткоіснуючим державним утворенням наприкінці 1930-х років у північному Китаї. Історики описують її як японську маріонеткову державу або буферну державу.

## Історія

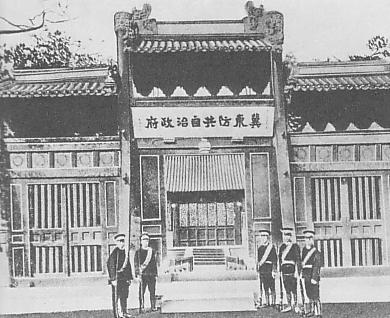
Будівля автономного уряду Східного Хебея

Після створення Маньчжоу-Го та подальших військових дій японської імперської армії, які поставили північно-східний Китай на схід від Великої стіни під японський контроль, Японська імперія та Китайська Республіка підписали перемир'я Танґу, яке встановило демілітаризовану зону на південь від Великої стіни, що тягнеться від Тяньцзіня до Бейпіна (Пекіна). Відповідно до умов перемир'я та подальшої угоди Хе-Умедзу 1935 року ця демілітаризована зона також була очищена від політичного та військового впливу уряду Гоміньдану в Китаї.
15 листопада 1935 року місцевий китайський адміністратор 22 повітів провінції Хопей Інь Джу-кенг проголосив території, що перебувають під його контролем, автономними. Через десять днів, 25 листопада, він проголосив їх незалежними від Китайської республіки і зі столицею в Тунчжоу. Новий уряд негайно підписав економічні та військові договори з Японією. За підтримки японської армії корпус збереження миру в демілітаризованій зоні, який був створений під час перемир'ям у Тангу, був розформований і реорганізований в армію Східного Хобею. Японська мета полягала в тому, щоб створити буферну зону між Маньчжоу-Го та Китаєм, але прояпонський колабораціоністський режим розглядався китайським урядом як образа та порушення перемир'я Тангу.

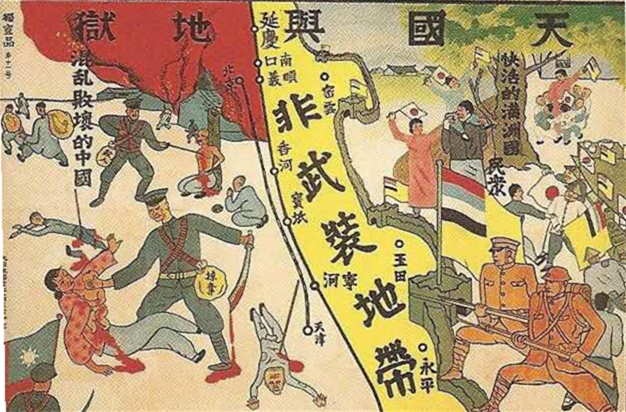
Японська пропаганда, буферної зони в Східному Хебеї

Автономний уряд Східного Хебея отримав відповідь у формі політичного уряду Хебей-Чахара генерала Сон Чжеюаня, який підпорядковувався уряду Нанкіна, розпочав роботу 18 грудня 1935 року. У цьому районі залишилися Китайські солдати.
У липні 1936 року в районі Міюнь спалахнуло селянське повстання проти автономного уряду Східного Хебея. На чолі зі старим даоським священиком повстанці були організовані Товариством жовтого піску та зуміли перемогти підрозділ армії Східного Хобея, який був посланий для їх придушення. Після цього японська імператорська армія мобілізувалася для придушення повстання, розгромивши селянських повстанців до вересня. У боях було вбито або поранено близько 300 повстанців Жовтого піску.
Уряд Східного Хебею пережив повстання Тунчжоу наприкінці липня 1937 року, перш ніж увійти до складу колабораціоністського Тимчасового уряду Китаю в лютому 1938 року.